# Pseudeuophrys pallidipes
Pseudeuophrys pallidipes là một loài nhện trong họ Salticidae.
Loài này thuộc chi Pseudeuophrys. Pseudeuophrys pallidipes được Dobroruka miêu tả năm 2002.